# 토피카 헌법
토피카 헌법(Topeka Constitution)은 미합중국 캔자스 준주 토피카에서 1855년 10월 23일부터 11월 11일까지 소집된 토피카 헌법 제정회의에서 기초된 헌법 안이다. 제헌 회의에서 캔자스 주에서 노예제도를 금지시킬 헌법을 초안했다. 제헌 회의는 1855년 3월 5일 자유주 주민들을 위협하며, 부정 선거에 의해 노예제도 찬성론자들로 구성된 준주의 의회에 대항하기 위해 자유주 운동가들로 구성된 회의였다.

## 개요
토피카 헌법은 캔자스주 정부를 구성하고, 법률적 토대를 정의하기 위한 최초의 노력이었다. 자유주 대표는 1855년 12월 15일 헌법을 통과시켰다. 준주 행정 관리를 뽑는 선거와 헌법의 승인은 1856년 1월 15일 대부분의 노예찬성론자들로부터 보이콧을 당했다. 그렇게 찰스 L. 로빈슨이 주지사로 선출되었다.
이 헌법은 워싱턴으로 탄원되어 수용을 위해 미국 의회로 보내졌다. 피어스 대통령은 그 문서를 비난했다. 미시건 주 상원 의원 루이스 캐스에 의해 상원으로 보내졌고, 인디애나의 하원 의원 대니엘에 의해 하원으로 보내졌다. 7월 2일 2표 차로 하원을 통과했지만, 상원에서는 위원회가 소집되었다. 7월 8일, 상원 의원 스티븐 A. 더글라스는 캐스에 반대표를 던졌고, 이것을 캔자스 네브래스카 법의 법률의 조항에 의거하여 캔자스 주민들의 손으로 되돌려 보냈다. 갱신된 결의안을 위해, 자유주 의회는 1858년 1월 5일 토피카 제헌 홀에서 재소집 되었다. 주지사 로빈슨은 주 의회를 원래대로 유지하자고 주장하여 법안이 통과되었다. 그리하여 토피카 헌법은 다시 한법 의회로 넘어갔지만, 어떠한 조치도 취해지지 않았다. 노예 제도를 찬성하는 1857년 레컴프턴 헌법과 1858년에는 자유주의 레번워스 헌법과 1859년 와이앤도트 헌법까지 3개의 부과적인 주 헌법이 이후 제안되었다. 결국 1861년에 자유주로서 미합중국에 가맹되는 것을 승인받았다. 그리고 4개월 후 남북 전쟁이 시작되었다.